# Museo di storia naturale di Venezia Giancarlo Ligabue
Il Museo di storia naturale di Venezia Giancarlo Ligabue, sino al 30 ottobre 2019 Museo Civico di storia naturale, si trova all'interno del Fondaco dei Turchi, l'importante palazzo di Venezia affacciato sul Canal Grande.

## Storia
Venne fondato con un decreto del Comune di Venezia del 1923 che designa il Fondaco dei Turchi come sede del museo. Anche l'Istituto Veneto di Scienze, Lettere ed Arti partecipò al progetto, fornendo alcune collezioni naturalistiche donate da propri soci, prima conservate nella sede di Palazzo Loredan. L'inaugurazione avvenne nel 1932.
Con una delibera della Giunta comunale del 24 luglio 2019 il museo è stato intitolato all'archeologo Giancarlo Ligabue; la cerimonia di svelamento della targa si è tenuta il 30 ottobre 2019.

## Museo

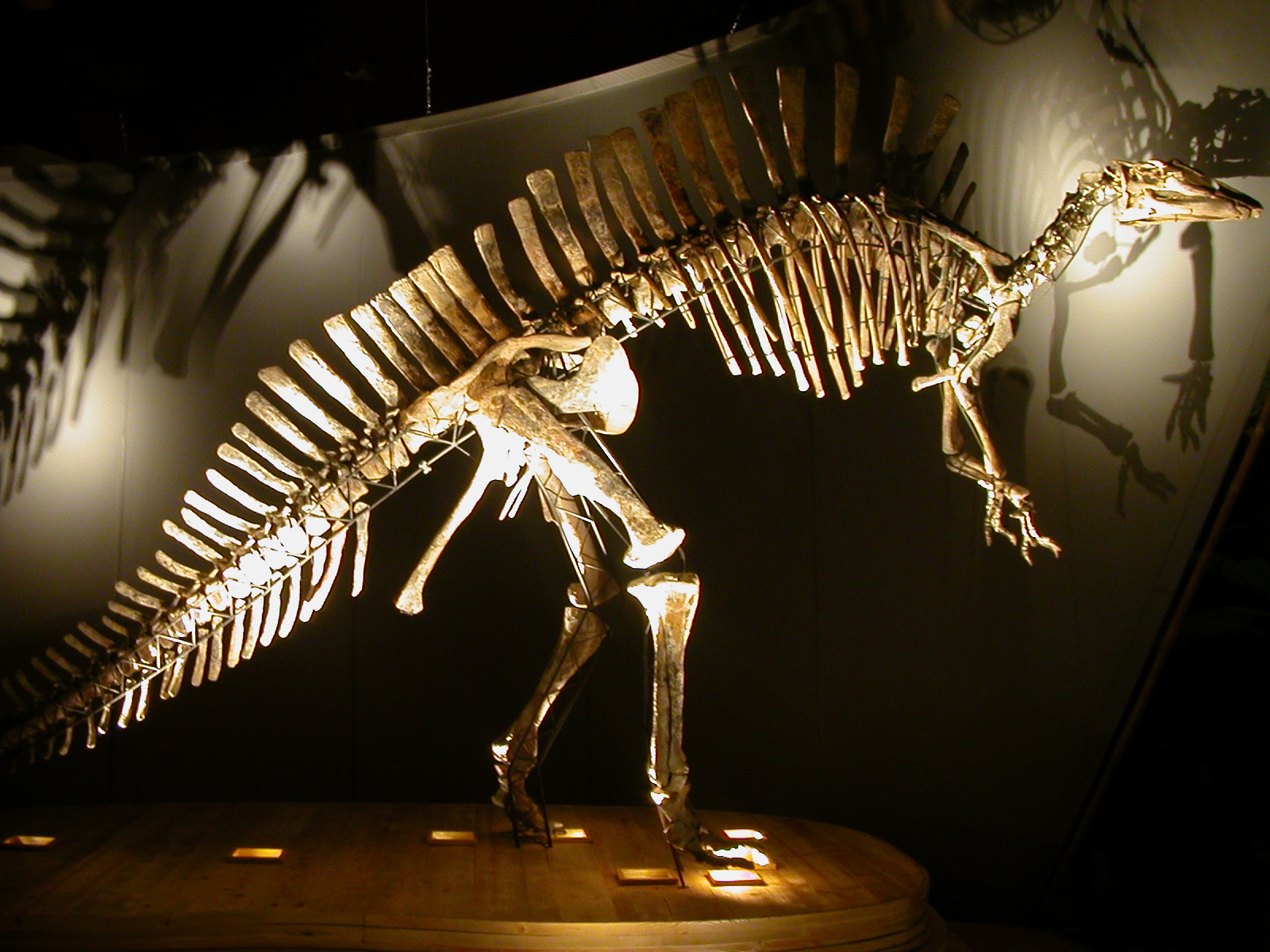
Ouranosaurus nigeriensis

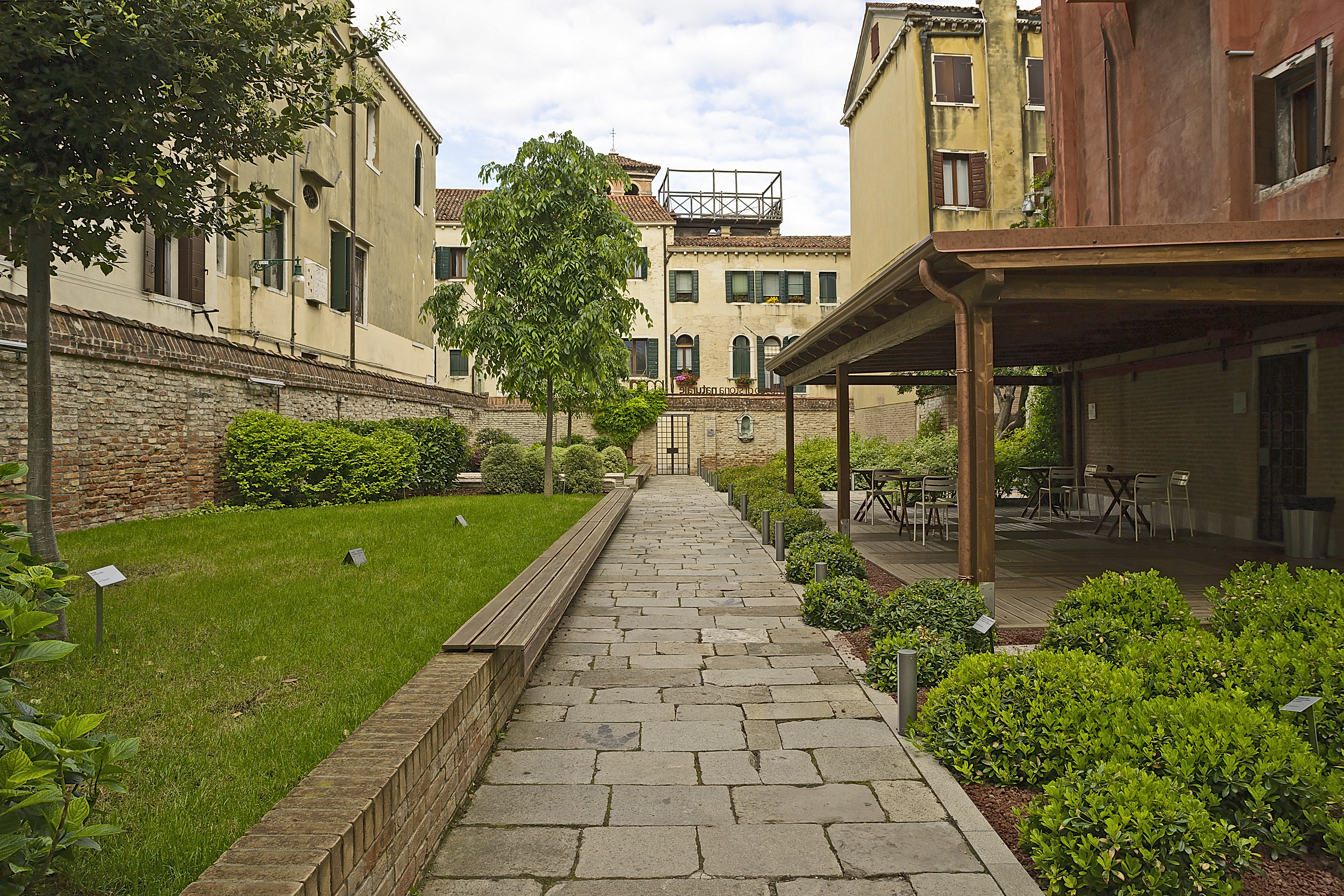
Il giardino del museo

Nel 2011 il palazzo è stato consegnato completamente ristrutturato ed il percorso Museale è stato rinnovato con 16 nuove sale, un nuovo giardino ed una nuova area ingresso. Al piano terra è stata allestita la nuova galleria dei cetacei. Le principali sale del nuovo percorso le seguenti:
- Sala della spedizione scientifica Ligabue - Dedicata alla spedizione scientifica dell'paleontologo Giancarlo Ligabue in Niger (Sahara Gadoufaoua) nel 1972-1973, presenta molti preziosi reperti tra i quali lo scheletro di un dinosauro Ouranosaurus nigeriensis, considerato uno dei più interessanti reperti al mondo di questo tipo. Accanto è stato collocato anche lo scheletro di un Sarcosuchus imperator, un enorme parente estinto dei coccodrilli.
- Sulle tracce della Vita - Comprende cinque sale che seguono il percorso della vita tra i fossili, iniziando dalle prime forme di vita apparse nel mare fino ai grandi animali presenti al termine del periodo glaciale nel territorio Italiano e veneto in particolare, con una piccola sezione finale dedicata all'uomo.
- Raccogliere per stupire e per studiare - Rappresenta una sezione dedicata ai grandi esploratori e collezionisti che hanno contribuito a realizzare le collezioni scientifiche del museo. Si tratta di Giovanni Miani, del conte Giuseppe De Reali e dell'antropologo e mecenate Giancarlo Ligabue. Una ricostruzione di wunderkammer cinque-seicentesca porta al salone della museologia modernamente intesa, della seconda metà del Settecento illuminista, della classificazione Linneiana e dello studio analitico della natura.
- Il percorso della vita - Partendo da una sala multimediale circolare animata da un sistema computerizzato touchless, che proietta le immagini di centinaia di organismi vissuti sul pianeta in ogni ambiente come in un planetario, il visitatore entra nell'ultima parte del percorso in cui attraversa stanze tematiche, dedicate a successivi esempi di declinazione, nel tempo e nei diversi ambienti, del tema generale dell'adattamento delle forme degli organismi alle loro necessità. Il visitatore può così leggere dal vero le infinite soluzioni sviluppate dall'evoluzione nel corso di milioni di anni di storia della vita sul nostro pianeta.
- Acquario delle tegnùe - Attualmente chiuso al pubblico.[4] Al piano terreno, lungo cinque metri, e capace di oltre 5000 litri d'acqua marina, riproduce lo straordinario ambiente delle tegnùe e la loro biodiversità, con oltre 50 specie animali fra invertebrati e pesci. Una precisa ricostruzione dell'ambiente e un'efficace struttura didattica permettono di ammirare numerose specie dal vivo, scoprendo le caratteristiche e le curiosità sui diversi aspetti della biologia e del comportamento di questi animali guidati da un facile gioco. Con la denominazione locale di Tegnùe si intendono quegli affioramenti rocciosi naturali che si distribuiscono in modo discontinuo nell'area occidentale del Golfo di Venezia, in batimetriche comprese fra gli 8 ed i 40 m. Le dimensioni possono essere molto diverse, da pochi metri quadri a diverse migliaia, con elevazioni dal fondale che passano dai pochi decimetri nelle formazioni base "lastrure", ad alcuni metri in quelle più alte, spesso localizzate a maggiore profondità. Numerosi studi geologici hanno permesso una caratterizzazione degli affioramenti sotto il profilo morfologico e strutturale riconducendoli essenzialmente a tre diverse tipologie: rocce sedimentarie clastiche, denominate comunemente "beachrocks"; rocce sedimentarie di deposito chimico; rocce organogene, ovvero prodotte dall'azione di organismi costruttori, vegetali e animali. Queste formazioni rocciose sono riconducibili a facies di piattaforma carbonatica di bassa profondità in acque temperato-fredde. La presenza di "isole" di substrati solidi nella omogenea distesa di fondali sabbioso/fangosi crea, sia pure localmente, zone ricche di microambienti e gradienti ecologici che favoriscono un aumento della diversità specifica nei popolamenti. Si realizzano così "oasi" di estrema ricchezza biologica, con un incremento del numero delle specie presenti, ma anche con una notevole biomassa per unità di superficie. Fra le molte specie presenti si annoverano Poriferi, Celenterati, Anellidi, fra cui numerosissimi sono i Serpulidi che ricoprono spesso ogni superficie disponibile sovrapponendosi in strati successivi. Anche fra gli Echinodermi numerose sono le specie tipicamente presenti nelle biocenosi delle Tegnùe. Tipica infine la presenza di numerose specie di Tunicati. Specie ittiche anche pregiate come l'astice Homarus gammarus, la corvina Sciaena umbra, l'ombrina Umbrina cirrosa, il merluzzetto Trisopterus minutus, il grongo Conger conger ed il branzino Dicentrarchus labrax risultano infatti particolarmente frequenti in questi ambienti, che rappresentano in effetti per alcune specie, come l'astice, ambienti esclusivi.

## Biblioteca del museo
La biblioteca è un centro specialistico unito all'Istituto museale di ricerca. Raccoglie materiali che hanno varie origini ed opere di importanti naturalisti veneti come Giovanni Domenico Nardo, Nicolò Contarini, Giovanni Miani e Antonio Carlo Dondi Dall'Orologio. Dal 1923 la sua sede si trova presso il Fondaco dei Turchi. La biblioteca possiede un patrimonio ricchissimo costituito da libri antichi e moderni oltre a materiale di varia natura.